# Copelatus insulanus
Copelatus insulanus är en skalbaggsart som beskrevs av Guignot 1939. Copelatus insulanus ingår i släktet Copelatus och familjen dykare. Inga underarter finns listade i Catalogue of Life.